# Diecezja Iringa
Diecezja  Iringa (łac. Dioecesis Iringaensis) – diecezja rzymskokatolicka  w Tanzanii. Powstała w 1922 jako prefektura apostolska. Podniesiona do rangi wikariatu apostolskiego w 1948. Diecezja od 1953. Jest częścią metropolii Mbeya.

## Ordynariusze

### Prefekci apostolscy
- ks. Francesco Cagliero I.M.C. (1922 – 1935)
- ks. Attilio Beltramino I.M.C. (1936 – 1948)

### Biskupi
- bp Attilio Beltramino I.M.C. (1948 – 1965, do 1953 wikariusz apostolski)

- bp Mario Epifanio Abdallah Mgulunde (1969 – 1985)
- Norbert Wendelin Mtega (1985 – 1992)
- Tarcisius Ngalalekumtwa (1992 – 2025)
- Romanus Elamu Mihali (od 2025)